# Jorge de Castro
Jorge de Castro (Rio de Janeiro, 25 de fevereiro de 1915) é um compositor brasileiro, com mais de cem músicas gravadas por diversos artistas, dos quais em sua maioria incorpora o estilo samba.